# Achraf Bencharki
Achraf Bencharki (in arabo أشرف بنشرقي‎?; Fès, 24 settembre 1994) è un calciatore marocchino, ala o centrocampista dell'Al-Ahly e della nazionale marocchina.

## Carriera

### Nazionale
Esordisce in nazionale il 13 agosto 2017 contro l'Egitto in un incontro valido per l'accesso alla fase finale del Campionato delle nazioni africane 2018, subentrando al 74' al posto di Ismail El Haddad.

## Statistiche

### Presenze e reti nei club
Statistiche aggiornate al 25 giugno 2025.
| Stagione                | Squadra                 | Campionato              | Campionato | Campionato | Coppe nazionali | Coppe nazionali | Coppe nazionali | Coppe continentali | Coppe continentali | Coppe continentali | Altre coppe  | Altre coppe | Altre coppe | Totale | Totale |
| Stagione                | Squadra                 | Comp                    | Pres       | Reti       | Comp            | Pres            | Reti            | Comp               | Pres               | Reti               | Comp         | Pres        | Reti        | Pres   | Reti   |
| ----------------------- | ----------------------- | ----------------------- | ---------- | ---------- | --------------- | --------------- | --------------- | ------------------ | ------------------ | ------------------ | ------------ | ----------- | ----------- | ------ | ------ |
| 2014-2015               | Maghreb Fès             | B1                      | 25         | 4          | CT              | 0               | 0               | -                  | -                  | -                  | -            | -           | -           | 25     | 4      |
| 2015-2016               | Maghreb Fès             | B1                      | 27         | 9          | CT              | 1               | 1               | -                  | -                  | -                  | -            | -           | -           | 28     | 10     |
| Totale Maghreb Fès      | Totale Maghreb Fès      | Totale Maghreb Fès      | 52         | 13         |                 | 1               | 1               |                    | -                  | -                  |              | -           | -           | 53     | 14     |
| 2016-2017               | Wydad Casablanca        | B1                      | 25         | 4          | CT              | 0               | 0               | CCL                | 12                 | 5                  | -            | -           | -           | 37     | 9      |
| 2017-gen. 2018          | Wydad Casablanca        | B1                      | 5          | 0          | CT              | 2               | 1               | CCL                | 0                  | 0                  | SA+Cmc       | 0+1         | 0           | 8      | 1      |
| Totale Wydad Casablanca | Totale Wydad Casablanca | Totale Wydad Casablanca | 30         | 4          |                 | 2               | 1               |                    | 12                 | 5                  |              | 1           | 0           | 45     | 10     |
| gen.-giu. 2018          | Al-Hilal                | SPL                     | 7          | 3          | KCC             | 0               | 0               | ACL                | 6                  | 0                  | -            | -           | -           | 13     | 3      |
| 2018-2019               | Lens                    | L2                      | 23         | 3          | CF+CdL          | 3+0             | 1               | -                  | -                  | -                  | -            | -           | -           | 26     | 4      |
| 2019-2020               | Zamalek                 | PL                      | 22         | 3          | CE+CE           | 3+1             | 2+2             | CCL                | 12                 | 7                  | SE+SE+SA     | 1+1+1       | 0+0+2       | 41     | 16     |
| 2020-2021               | Zamalek                 | PL                      | 30         | 15         | CE              | 2               | 1               | CCL                | 6                  | 0                  | -            | -           | -           | 38     | 16     |
| 2021-2022               | Zamalek                 | PL                      | 21         | 8          | CE+CdL          | 1+0             | 1               | CCL                | 8                  | 2                  | SE           | 0           | 0           | 30     | 11     |
| Totale Zamalek          | Totale Zamalek          | Totale Zamalek          | 73         | 26         |                 | 7               | 6               |                    | 26                 | 9                  |              | 3           | 2           | 109    | 43     |
| 2022-2023               | Al-Jazira               | PL                      | 24         | 5          | CP+CL           | 3+6             | 2+2             | -                  | -                  | -                  | -            | -           | -           | 33     | 9      |
| 2023-2024               | Al-Rayyan               | QSL                     | 19         | 10         | QSC+EQC         | 5+2             | 2+0             | -                  | -                  | -                  | CQ           | 2           | 2           | 28     | 14     |
| 2024-gen. 2025          | Al-Rayyan               | QSL                     | 8          | 3          | QSC+EQC         | 2+0             | 0               | ACL                | 6                  | 1                  | CQ           | -           | -           | 16     | 4      |
| Totale Al Rayyan        | Totale Al Rayyan        | Totale Al Rayyan        | 27         | 13         |                 | 9               | 2               |                    | 6                  | 1                  |              | 2           | 2           | 44     | 17     |
| gen.-giu. 2025          | Al-Ahly                 | PL                      | 3+7        | 2+1        | CE+CdL          | 0+0             | 0               | CCL                | 4                  | 0                  | SE+SA+CI+Cmc | 0+0+0+2     | 0           | 16     | 3      |
| Totale carriera         | Totale carriera         | Totale carriera         | 246        | 70         |                 | 31              | 15              |                    | 54                 | 15                 |              | 8           | 4           | 339    | 104    |

### Cronologia presenze e reti in nazionale
| Cronologia completa delle presenze e delle reti in nazionale ― Marocco | Cronologia completa delle presenze e delle reti in nazionale ― Marocco | Cronologia completa delle presenze e delle reti in nazionale ― Marocco | Cronologia completa delle presenze e delle reti in nazionale ― Marocco | Cronologia completa delle presenze e delle reti in nazionale ― Marocco | Cronologia completa delle presenze e delle reti in nazionale ― Marocco | Cronologia completa delle presenze e delle reti in nazionale ― Marocco | Cronologia completa delle presenze e delle reti in nazionale ― Marocco |
| Data                                                                   | Città                                                                  | In casa                                                                | Risultato                                                              | Ospiti                                                                 | Competizione                                                           | Reti                                                                   | Note                                                                   |
| ---------------------------------------------------------------------- | ---------------------------------------------------------------------- | ---------------------------------------------------------------------- | ---------------------------------------------------------------------- | ---------------------------------------------------------------------- | ---------------------------------------------------------------------- | ---------------------------------------------------------------------- | ---------------------------------------------------------------------- |
| 13-8-2017                                                              | Alessandria d'Egitto                                                   | Egitto                                                                 | 1 – 1                                                                  | Marocco                                                                | Q. Campionato delle Nazioni Africane 2018                              | -                                                                      | 74’                                                                    |
| 18-8-2017                                                              | Rabat                                                                  | Marocco                                                                | 3 – 1                                                                  | Egitto                                                                 | Q. Campionato delle Nazioni Africane 2018                              | -                                                                      | 70’                                                                    |
| 11-11-2017                                                             | Abidjan                                                                | Costa d'Avorio                                                         | 0 – 2                                                                  | Marocco                                                                | Qual. Mondiali 2018                                                    | -                                                                      | 75’                                                                    |
| 13-1-2018                                                              | Casablanca                                                             | Marocco                                                                | 4 – 0                                                                  | Mauritania                                                             | Campionato delle Nazioni Africane 2018 - 1º turno                      | 1                                                                      | 74’                                                                    |
| 17-1-2018                                                              | Casablanca                                                             | Marocco                                                                | 3 – 1                                                                  | Guinea                                                                 | Campionato delle Nazioni Africane 2018 - 1º turno                      | -                                                                      | 79’                                                                    |
| 17-1-2018                                                              | Casablanca                                                             | Marocco                                                                | 0 – 0                                                                  | Sudan                                                                  | Campionato delle Nazioni Africane 2018 - 1º turno                      | -                                                                      |                                                                        |
| 27-1-2018                                                              | Casablanca                                                             | Marocco                                                                | 2 – 0                                                                  | Namibia                                                                | Campionato delle Nazioni Africane 2018 - Quarti di finale              | -                                                                      |                                                                        |
| 31-1-2018                                                              | Casablanca                                                             | Marocco                                                                | 3 – 1 dts                                                              | Libia                                                                  | Campionato delle Nazioni Africane 2018 - Semifinale                    | -                                                                      |                                                                        |
| 9-10-2020                                                              | Rabat                                                                  | Marocco                                                                | 3 – 1                                                                  | Senegal                                                                | Amichevole                                                             | -                                                                      | 70’                                                                    |
| 13-10-2020                                                             | Rabat                                                                  | Marocco                                                                | 1 – 1                                                                  | RD del Congo                                                           | Amichevole                                                             | -                                                                      | 63’                                                                    |
| 13-11-2020                                                             | Casablanca                                                             | Marocco                                                                | 4 – 1                                                                  | Rep. Centrafricana                                                     | Qual. Coppa d'Africa 2021                                              | -                                                                      | 72’                                                                    |
| 17-11-2020                                                             | Douala                                                                 | Rep. Centrafricana                                                     | 0 – 2                                                                  | Marocco                                                                | Qual. Coppa d'Africa 2021                                              | -                                                                      | 90+2’                                                                  |
| 12-6-2021                                                              | Rabat                                                                  | Marocco                                                                | 1 – 0                                                                  | Burkina Faso                                                           | Amichevole                                                             | -                                                                      | 83’                                                                    |
| 2-9-2021                                                               | Rabat                                                                  | Marocco                                                                | 2 – 0                                                                  | Sudan                                                                  | Qual. Mondiali 2022                                                    | -                                                                      | 88’                                                                    |
| 6-10-2021                                                              | Rabat                                                                  | Marocco                                                                | 5 – 0                                                                  | Guinea-Bissau                                                          | Qual. Mondiali 2022                                                    | -                                                                      | 67’                                                                    |
| 12-11-2021                                                             | Rabat                                                                  | Sudan                                                                  | 0 – 3                                                                  | Marocco                                                                | Qual. Mondiali 2022                                                    | -                                                                      | 82’                                                                    |
| 16-11-2021                                                             | Rabat                                                                  | Marocco                                                                | 3 – 0                                                                  | Guinea                                                                 | Qual. Mondiali 2022                                                    | -                                                                      | 79’                                                                    |
| 1-12-2021                                                              | Al Wakrah                                                              | Marocco                                                                | 4 – 0                                                                  | Palestina                                                              | Coppa araba FIFA 2021 - 1º turno                                       | -                                                                      |                                                                        |
| 4-12-2021                                                              | Ar Rayyan                                                              | Giordania                                                              | 0 – 4                                                                  | Marocco                                                                | Coppa araba FIFA 2021 - 1º turno                                       | -                                                                      | 61’                                                                    |
| 12-12-2021                                                             | Doha                                                                   | Marocco                                                                | 2 – 2 dts (5 – 7 dtr)                                                  | Algeria                                                                | Coppa araba FIFA 2021 - Quarti di finale                               | -                                                                      |                                                                        |
| Totale                                                                 |                                                                        | Presenze                                                               | 20                                                                     |                                                                        | Reti                                                                   | 1                                                                      |                                                                        |

## Palmarès

### Club

#### Competizioni nazionali
- Campionato marocchino: 1

Wydad Casablanca: 2016-2017
- Campionato saudita: 1

Al-Hilal: 2017-2018
- Coppa d'Egitto: 2

Zamalek: 2018-2019, 2020-2021
- Supercoppa d'Egitto: 1

Zamalek: 2019
- Campionato egiziano: 3

Zamalek: 2020-2021, 2021-2022
Al Ahly: 2024-2025

#### Competizioni internazionali
- CAF Champions League: 1

Wydad Casablanca: 2017
- Supercoppa CAF: 1

Zamalek: 2020

### Nazionale
- Campionato delle Nazioni Africane: 1

Marocco 2018

### Individuale
- Miglior marcatore del Torneo di Tolone: 1

2015
- Miglior marcatore della Coppa di Qatar: 1

2023-2024